# Yongpyong
Yongpyong is een dorp in de provincie Gangwon-do in Zuid-Korea. Het dorp staat het meest bekend om de skipistes waarop regelmatig grote wedstrijden worden georganiseerd, waaronder World Cup wedstrijden. Tevens zijn er in Yongpyong scènes gefilmd die terug te zien zijn in de dramafilm Winter Sonata.